# Transponeringstabel
Bij de Nederlandse wetgeving wordt soms een transponeringstabel gebruikt om aan te geven welke oude en nieuwe wetsartikelen met elkaar corresponderen. Soms worden de artikelen van een wet hernummerd, en dan kan zo'n transponeringstabel handig zijn. Een transponeringstabel wordt vooral gebruikt bij grote wetswijzigingen. 
Tot en met de parlementaire behandeling van het "Nieuw Burgerlijk Wetboek" werd een hiërarchische nummering gebruikt, bijvoorbeeld 5.1.2.3, dat wil zeggen artikel 3 van afdeling 2 van titel 1 van boek 5. Bij de invoering werden de wetsartikelen per wetboek doorlopend genummerd, het transponeren; een transponeringstabel legt het verband tussen de decimale nummering en de doorlopende nummering. Zodoende is de parlementaire geschiedenis gemakkelijk te raadplegen, wat van belang kan zijn bij de interpretatie van een wetsartikel. In dit voorbeeld zijn er bovendien transponeringstabellen van het oude naar het huidige Burgerlijk Wetboek.